# Аніта Ельберс
Аніта Ельберс (англ. Anita Elberse) — американська економістка, професорка ділового адміністрування в Гарвардській школі бізнесу, що спеціалізується на секторах розваг, медіа та спорту.
Згідно з The Wall Street Journal, вона, маючи освіту економіста та економетриста, у своїх наукових дослідженнях «застосовує такий самий статистично ретельний підхід до індустрії розваг та культури, як саберметристи до бейсболу». Опублікувала понад чотири десятки поглиблених тематичних досліджень компаній та особистостей у світі розваг, а також одну книжку «Блокбастери. Як ризикувати і створювати світові хіти».
Ельберс привернула увагу завдяки залученню відомих спортсменів, акторів, музикантів та інших артистів до своїх занять та програм, і як доповідачів, і як студентів.

## Кар'єра
2003 року Ельберс почала працювати у Гарварді, а через вісім років отримала постійну посаду, що зробило її однією з наймолодших жінок-професорів, які отримали цю честь в історії Гарвардської школи бізнесу. До приходу в Гарвард Ельберс була запрошеною науковою співробітницею у Вортонській школі Пенсильванського університету. Вона має ступінь доктора філософії Лондонської школи бізнесу, ступінь магістра комунікацій Школи комунікацій Анненберга Університету Південної Каліфорнії та ступінь магістра комунікаційних наук Амстердамського університету (з відзнакою). Вона родом з Нідерландів.
Ельберс назвали однією із 40 найкращих професорів бізнес-шкіл віком до 40 років. Вона також здобула нагороду HBS Faculty Teaching Award та нагороду Case Centre «Видатний викладач з кейсів».

## Дослідження
Ельберс вперше стала публічно відомою після статті 2008 року в Harvard Business Review про теорію довгого хвоста Кріса Андерсона. Вона проаналізувала дані про продажі та транзакції клієнтів, які показали, що цифрова дистрибуція не применшує важливості блокбастерів. У своєму блозі Андерсон відреагував на дослідження, похваливши Ельберс та академічну ретельність, з якою вона досліджує це питання, але провів різницю між їхніми відповідними інтерпретаціями того, де починаються «голова» та «хвіст». Ельберс розглянула невідповідності в аргументах Андерсона у наступній відповіді.
В останні роки вона переважно зосередилася на польових дослідженнях. Видання Variety цитувало її «серію свіжих, орієнтованих на розваги кейсів для майбутніх керівників та студентів менеджменту». Ця серія охоплює дослідження розважальних конгломератів Disney та NBCUniversal, футбольних клубів FC Barcelona та Manchester United, провідних спортсменів Леброна Джеймса, Роджера Федерера та Двейна Вейда, артистів першої величини Бейонсе, Двейна «Скелі» Джонсона, Jay-Z та Леді Гаги, контент-платформ Hulu та Disney+, спортивних ліг NBA, NFL та MLB, а також Метрополітен-опери.

## Викладання

### Курс MBA: Бізнес у сфері розваг, медіа та спорту
Ельберс розробила і викладає популярний курс для студентів другого курсу MBA в Гарварді на тему «Бізнес у сфері розваг, медіа та спорту». Курс дебютував 2008 року, і щороку на ньому навчається 180 студентів.

### Курс для керівників: Бізнес у сфері розваг, медіа та спорту
2014 року Ельберс запустила чотириденну версію свого курсу MBA для керівників. Відкритий як для керівників, так і для артистів, серед колишніх учасників були Кріс Бош, Ciara, Чіп та Джоанна Гейнс, Жерар Піке, LL Cool J, Кака, Карлі Клосс, PK Subban, Ліндсі Вонн та Двейн Вейд.

### Програма наставництва для професійних спортсменів: перехід у бізнес
З 2017 року Ельберс очолює безплатну програму наставництва, яка об’єднує активних та таких, що нещодавно завершили кар’єру, професійних спортсменів, які хочуть дізнатися про бізнес, зі студентами другого курсу MBA, які зголосилися бути наставниками.

## Вибрані твори
- Блокбастери. Як ризикувати і створювати світові хіти (Henry Holt, 2013) ISBN 9780805094336[16]

## Переклади українською
2024 року у видавництві «Книголав» вийшов український переклад книжки «Блокбастери. Як ризикувати і створювати світові хіти». Перекладачка — Наталія Палій.